# Klobuk (Trebinje)
Pour les articles homonymes, voir Klobuk.
Klobuk (en serbe cyrillique : Клобук) est un village de Bosnie-Herzégovine. Il est situé sur le territoire de la ville de Trebinje et dans la république serbe de Bosnie. Selon les premiers résultats du recensement bosnien de 2013, il compte 28 habitants.

## Géographie
Le village est situé à la frontière entre la Bosnie-Herzégovine et le Monténégro. Il est entouré par les localités suivantes :
|        | Frontière avec le Monténégro |                                             |
| Jazina | Klobuk                       | Dolovi (municipalité de Nikšić, Monténégro) |
|        | Župa Aranđelovo              |                                             |

## Histoire
Sur le territoire du village se trouve la forteresse médiévale de Klobuk, inscrite sur la liste des monuments nationaux de Bosnie-Herzégovine.
La chapelle Saint-Dimitri, quant à elle, est inscrite sur la liste provisoire de ces monuments nationaux.

## Démographie

### Évolution historique de la population dans la localité
| 1948 | 1953 | 1961 | 1971 | 1981 | 1991 | 2013 |
| ---- | ---- | ---- | ---- | ---- | ---- | ---- |
| -    | -    | 131  | 99   | 55   | 30   | 28   |

|  |

### Répartition de la population par nationalités (1991)
En 1991, les 30 habitants du village étaient tous serbes.